# Guardia reale albanese
La Guardia reale albanese (GRA) era un reparto del Regio Esercito, istituito dopo l'annessione del Regno d'Albania.
Aveva compiti cerimoniali e di protezione del re e delle alte cariche dello stato, prestando servizio di guardia d'onore e di vigilanza al palazzo del Quirinale, all'Altare della Patria e nei palazzi del potere della capitale.

## Storia

### L'occupazione dell'Albania
In seguito all'attribuzione della corona del Regno d'Albania a Vittorio Emanuele III il 16 aprile 1939, le forze armate albanesi confluirono in quelle italiane con legge del 13 luglio 1939 n. 1115. Esercito, Aeronautica, Marina, Gendarmeria e Guardia di confine confluirono nelle corrispondenti tre forze armate italiane, nei carabinieri reali e nella Regia guardia di finanza. Il 14 agosto successivo venne istituita la Milizia fascista albanese, posta alle dipendenze della Milizia volontaria per la sicurezza nazionale, seguita poi dalla costituzione delle sue specialità Milizia fascista forestale e Milizia albanese della strada.

### L'organizzazione
Il battaglione era strutturato su due compagnie, che riflettevano la struttura linguistica del paese in Gheghi a nord del fiume Shkumbini e Toschi a sud. Dal battaglione inoltre dipendeva la Banda militare della Guardia reale albanese, una delle 20 del Regio Esercito.

### Le attività e lo scioglimento
Tra i reparti albanesi inseriti nel Regio Esercito, un reggimento venne destinato al servizio a Roma come guardia d'onore al Re d'Italia e d'Albania. Il 1º novembre 1939 venne costituito ufficialmente come Reggimento "Guardia reale albanese", su un battaglione e banda reggimentale. Il 28 novembre successivo, anniversario dell'indipendenza dall'Impero ottomano, il Reggimento schierato nella caserma "Principe di Napoli" del 2º Reggimento "Granatieri di Sardegna", ricevette la bandiera di guerra del Regno d'Albania, con l'aquila bicipite tra due fasci littori.
Il 1º aprile 1940 il reparto venne riconfigurato in Battaglione "Guardia Reale Albanese" del 1º Reggimento "Granatieri di Sardegna", ma conservava la propria bandiera. Il reggimento si sciolse in seguito allo sbandamento che seguì l'armistizio di Cassibile.

## Uniformi ed equipaggiamento
La GRA adottava la normale uniforme grigioverde del Regio Esercito nelle versioni grande uniforme, ordinaria e di marcia ed i relativi distintivi di grado. Il fregio sulla bustina era la granata a fiamma diritta oppure il distintivo in metallo argentato con l'elmo di Skanderbeg sotto  il monogramma;
per il berretto, la granata a fiamma dritta oppure il distintivo in metallo argentato  con l'elmo di Skanderbeg per sottufficiali  , per gli ufficiali  il distintivo era ricamato in oro con l'elmo di Skanderbeg  sotto sempre racchiuso in un quadrato   il monogramma V.E.in metallo, sempre.sul berretto il sottogola in cuoio su entrambi i lati troviamo al posto.dri classici bottoni regio.. piccoli distintivi dorati. raffigurante l'elmo di Skanderbeg, gli stessi distintivi erano usati anche  sulle onorificenze, 
```
mentre sull'elmetto Mod. 33
[
4
]
 era verniciato a mascherina il monogramma V.E., sormontato dall'elmo di Skanderbeg anch'esso verniciato. L'elmo di Skanderbeg è il simbolo nazionale albanese. Sul bavero della giubba sono applicati gli 
alamari
, simili a quelli dei 
granatieri di Sardegna
 ma violacei su sfondo nero, e le 
stellette
 sovrastate dall'elmo di Skanderbeg, comuni ai 
cacciatori d'Albania
. Le controspalline per la grande uniforme, invece, sono caricate con l'aquila bicipite in canutiglia dorata. La grande uniforme degli 
ufficiali
, contraddistinta dalla 
sciarpa azzurra
 d'ordinanza, si distingueva da quella italiana per le cordelline, portate da spalla a spalla invece che pendenti da una sola controspallina, e per il cinturino tradizionale.
```

Assolutamente inconfondibile era invece l'uniforme di gala, impiegata nei servizi di guardia d'onore. Esistevano due versioni differenti, ispirate rispettivamente agli abiti tradizionali del nord (dei Gheghi) e del sud (dei Toschi) del paese, adattati con le tenute d'ordinanza dell'esercito italiano (gradi, sciarpa, armi). L'uniforme della Compagnia del Nord si distingueva per i "cedike", pantaloni stretti di fustagno bianco, con pistagne ed alamari dorati; il fondo terminava con false ghette di colore rosso, filettate con ricami floreali d'oro. L'uniforme della Compagnia del Sud si rifaceva all'abito tradizionale tosco, fortemente influenzato dal vicino greco; infatti essa si compone della fustanella, il classico gonnellino bianco, indossato sopra i pantaloni, anch'essi bianchi, ed i gambali di feltro al ginocchio terminanti con le false ghette rosse filettate di nero. Era invece uguale per le due compagnie la camicia bianca con sul bavero le stellette e gli elmi di Skanderbeg, i paramani rossi bordati d'oro, i gradi (sui paramani per gli ufficiali, sulle maniche per sottufficiali e truppa) e, per gli ufficiali, la sciarpa azzurra. Sulla camicia veniva indossato il gilet, simile alla farmula dei libici del Regio corpo truppe coloniali, rosso con arabeschi in filo dorato o nero. Comune ai due reparti anche la "qeleshe", il copricapo bianco tradizionale, privo di fregi. La vita era cinta da una fascia di lana rossa e nera, fermata dal tipico cinturino per gli ufficiali o, per sottufficiali e truppa, da una cartucciera a 12 tasche per i caricatori del fucile, in pelle naturale, che reggeva anche il fodero della baionetta. Completava la tenuta l'ampio mantello nero, simile al burnus degli spahis, con filettature e ricami di rosso. La banda militare indossava l'uniforme della Compagnia del Nord.
L'armamento era lo stesso dei granatieri ovvero sciabola d'ordinanza italiana e pistola semiautomatica Beretta M34 per gli ufficiali e Fucile Mod. 91 con sciabola-baionetta per la truppa.

## Ordine di battaglia
- 21ª Divisione fanteria "Granatieri di Sardegna"
  - 1º Reggimento "Granatieri di Sardegna"
    - Battaglione "Guardia reale albanese"
      - Compagnia del Nord
      - Compagnia del Sud
      - Banda militare